# Ей Би Си
Ей Би Си (на английски: American Broadcasting Company, ABC) е американска телевизионна мрежа, създадена през 1943 г. Тя е притежание на Уолт Дисни Къмпани и е част от Дисни-Ей Би Си Телевижън Груп. Започва телевизионно излъчване през 1948 г. Корпоративните щабове са в Горната западна част на Манхатън в град Ню Йорк, докато програмните офиси са в Бърбанк, Калифорния в съседство с Уолт Дисни Студиос и корпоративните щабове на Уолт Дисни Къмпани.

## Известни програми
- Съдружници по неволя (1985 – 1989)
- Макгайвър (1985 – 1992)
- Розан (1988 – 1997)
- Семейни въпроси (1989 – 1998)
- Огнената Грейс (1993 – 1998)
- Две момчета и едно момиче (1998 – 2001)
- Шеметен град (1996 – 2002)
- Дарма и Грег (1997 – 2002)
- Адвокатите (1997 – 2004)
- Осем прости правила (2002 – 2005)
- Наричана още (2001 – 2006)
- Адвокатите от Бостън (2004 – 2008)
- Изгубени (2004 – 2010)
- Грозната Бети (2006 – 2010)
- Братя и сестри (2006 – 2011)
- Отчаяни съпруги (2004 – 2012)
- Частна практика (2007 – 2013)
- Отмъщението (2011 – 2015)
- Анатомията на Грей (2005 – )
- Касъл (2009 – )
- Модерно семейство (2009 – )
- Имало едно време (2011 – )
- Агентите на ЩИТ (2013 – )